# Yuri Kis
Yuri Kis (Temirtau, Kazajistán, Unión Soviética, 7 de abril de 1962) es un nadador soviético retirado especializado en pruebas de estilo braza, donde consiguió ser subcampeón mundial en 1982 en los 4 x 100 metros estilos.

## Carrera deportiva
En el Campeonato Mundial de Natación de 1982 celebrado en Guayaquil (Ecuador), ganó la medalla de plata en los relevos de 4 x 100 metros estilos, nadando el largo de braza, con un tiempo de 3:42.96 segundos, tras Estados Unidos (oro con 3:40.84 segundos que fue récord del mundo) y por delante de Alemania del Oeste (bronce con 3:44.78 segundos).